# Голиково (Луганская область)
Голиково (укр. Голикове) — село в Кременском районе Луганской области Украины. Входит в Червонопоповский сельский совет.
Расположен на реке Красной (приток Северского Донца).
Население по переписи 2001 года составляло 92 человека. Почтовый индекс — 92924. Телефонный код — 6454. Занимает площадь 4,229 км². Код КОАТУУ — 4421687302.

## Местный совет
92924, Луганська обл., Кремінський р-н, с. Червонопопівка, вул. Леніна, 1  (укр.)